# Gândara (Póvoa de Varzim)

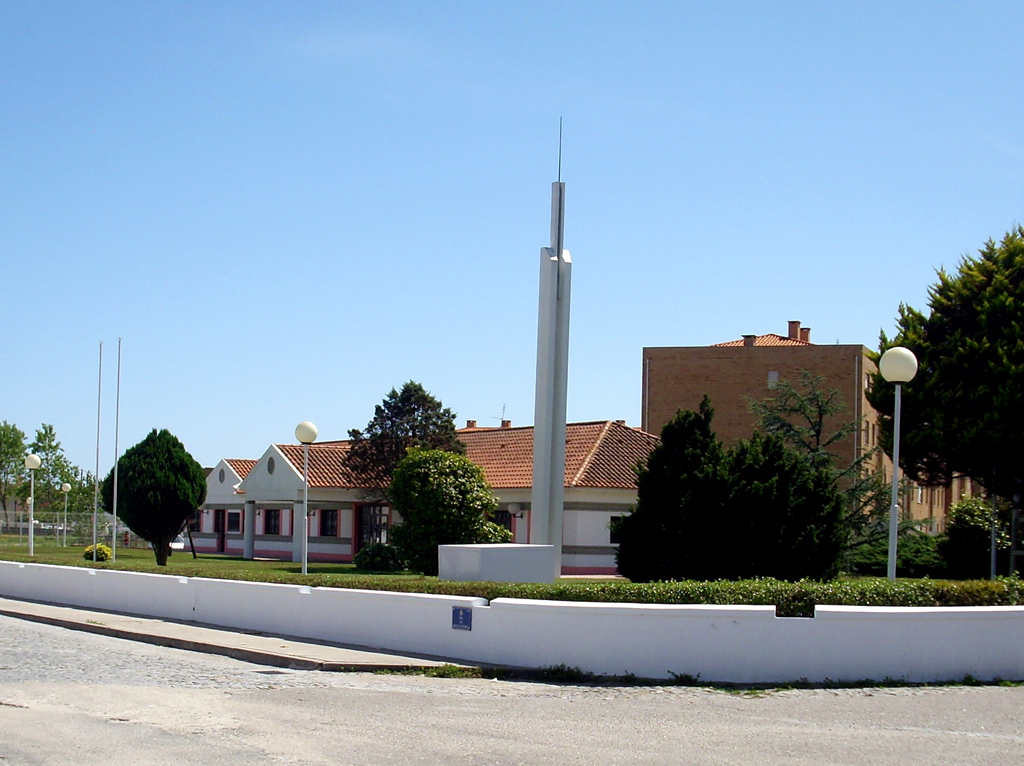
Templo Mórmon da Póvoa de Varzim na Rua Bocal da Gândara

A Gândara é um bairro da cidade da Póvoa de Varzim em Portugal, abrange duas freguesias: Póvoa de Varzim e Argivai. É também uma das onze parte da cidade e encontra-se a nascente do centro da cidade.

## Geografia

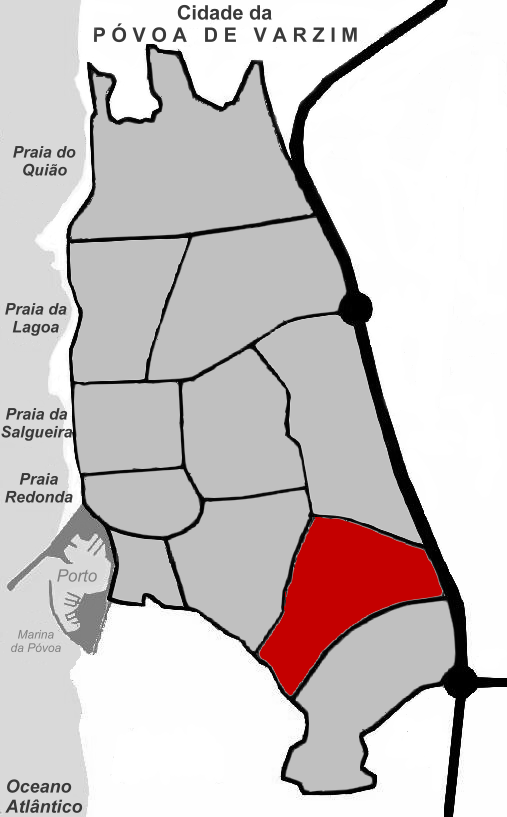
Localização da Gândara na cidade

A Gândara está limitada a norte por Giesteira, a este com Beiriz, a oeste por Matriz/Mariadeira e a sul por Argivai. As principais vias que acedem à Gândara são a rua de Sacra Família, honrando José da Sacra Família, que parte do Bairro da Matriz até ao Aqueduto de Santa Clara e a rua São Miguel-o-Anjo, uma porção da Estrada Nacional 206 (EN 206) para Vila Nova de Famalicão. Outra via relevante é a Avenida 25 de Abril, uma avenida que surge no norte da cidade e desafoga na EN 206.

## História
A Gândara foi desde o século XVI até ao início do XVIII, o principal motivo de confrontos entre a Póvoa de Varzim e Barcelos, dado já possuir uma população considerável. A Póvoa de Varzim reclamara que o seu concelho correspondia à Vila de Euracino medieval e parte da paróquia de Argivai. Por outro lado, Barcelos reclamava a primazia da região e sob o domínio da Casa de Bragança manteve a Gândara nos seus domínios. Em 1707, conforme determinação régia, o Corregedor Gaspar Cardoso demarca o concelho da Póvoa, incluindo grande parte da Gândara, considerando nulas as demarcações da Casa de Bragança. Em meados do século XIX, o território da Póvoa de Varzim expande-se consideravelmente, o que acabou por terminar as rivalidades com o concelho vizinho de Barcelos.

## Personalidades ilustres
- Visconde da Gândara